# جوليان جنكينز
جوليان جنكينز (بالإنجليزية: Julian Jenkins)‏ هو لاعب كرة قدم أمريكية أمريكي، ولد في 25 أكتوبر 1983 في بوسطن في الولايات المتحدة.

## وصلات خارجية
- جوليان جنكينز على موقع مرجع كرة القدم المحترفة.كوم (الإنجليزية)